# Stanisław Grzebuła
Stanisław Grzebuła (ur. 12 sierpnia 1938 w Pilaszkowicach (woj. lubelskie), zm. 23 grudnia 1992 w Lublinie) – polski lekarz weterynarii, docent doktor habilitowany nauk weterynaryjnych Akademii Rolniczej w Lublinie.
W 1957 r. ukończył z wyróżnieniem Technikum Weterynaryjne w Puławach, a następnie Wydział Weterynaryjny Akademii Rolniczej w Lublinie, uzyskując dyplom lekarza weterynarii w 1963 r. Jeszcze przed ukończeniem studiów podjął pracę w Katedrze i Klinice Chorób Wewnętrznych Zwierząt macierzystego wydziału. Pracownikiem Wydziału Weterynaryjnego był przez 30 lat, aż do końca życia. W 1969 r. uzyskał stopień doktora nauk weterynaryjnych za pracę pt. Próba oceny gospodarki żelazowej u lisów polarnych (Alopex lagopus) w świetle doświadczeń z zastosowaniem preparatu Ferrodex. W 1970 r. ukończył ponadto studia magisterskie na Wydziale Zootechniki Wyższej Szkoły Rolniczej w Lublinie. W 1978 r. odbył 3-miesięczny staż naukowy w Katedrze Chorób Wewnętrznych Zwierząt Parzystokopytnych Wyższej Szkoły Weterynaryjnej w Koszycach. W 1979 r. uczestniczył w XXI Światowym Kongresie Weterynaryjnym w Moskwie. W 1989 uzyskał stopień doktora habilitowanego za dorobek naukowy i pracę pt. Studia nad dystrofią pokarmową u źrebiąt. Był autorem 56 publikacji z zakresu chorób zwierzęcych wynikających z niedoboru mikroelementów, ze szczególnym uwzględnieniem niedoboru selenu. Wykazał występowanie w Polsce dystrofii pokarmowej mięśni u koni i owiec, wynikającej z niedoboru selenu oraz opracował metodę diagnozowania, leczenia i zapobiegania tej chorobie. Badania z tego zakresu miały charakter nowatorski i zyskały duże uznanie także poza granicami kraju. Opracował również recepturę i technologię produkcji czterech odżywek dla zwierząt (Carnivosan, Suisan, Ekomix B, Ekomix S) i wersji selenowej nawozu dolistnego Ekolist. Był promotorem jednego przewodu doktorskiego. Członek Polskiego Towarzystwa Nauk Weterynaryjnych, działacz „Solidarności” w latach 1980-1992.

W 1983 r. odznaczony Złotym Krzyżem Zasługi.

## Życie prywatne
W 1964 r. ożenił się z Władysławą Fisz. Miał dwójkę dzieci.
Pochowany na cmentarzu komunalnym na Majdanku w Lublinie (sektor S4K6 rząd 5 nr 23).

## Wybrane publikacje
- Studia nad dystrofią pokarmową u źrebiąt (rozprawa habilitacyjna), Lublin 1988
- Rozprawa doktorska: Próba oceny gospodarki żelazowej u lisów polarnych (Alopex lagopus) w świetle doświadczeń z zastosowaniem preparatu Ferrodex, Wydział Weterynarii WSR, Lublin 1969
- Porównawcza ocena skuteczności działania 3 preparatów żelazowych, stosowanych u szczeniąt lisa polarnego (praca magisterska), Lublin 1970
- Oznaczanie śladowych ilości selenu w materiałach biologicznych metodą fluorymetryczną. II. Oznaczanie zawartości selenu w próbach pasz i gleby oraz w niektórych preparatach farmaceutycznych, Polskie Archiwum Weterynaryjne 21, 219,1
- Badania nad etiologią i diagnostyką pokarmowej dystrofii mięśni u źrebiąt, Annales UMCS, 49, 15, 1994
- Prawostronne przemieszczanie trawieńca u bydła, Medycyna Weterynaryjna 21, 271, 1965
- Zmiany morfologiczne i biochemiczne krwi samic piesaków w przebiegu ciąży i okresu poporodowego, Zeszyty Problemów Post. Nauk Rolniczych 124, 25, 1971
- Poziom Fe i Cu w surowicy krwi obwodowej owiec w przebiegu doświadczalnej inwazji motylicy wątrobowej, Biuletyn III Zjazdu PTNW – Lublin, 185, 1966
- Morfologia krwi piesaków w okresie wzrostu, Biuletyn IV Zjazdu PTNW – Warszawa, 56, 1970
- Kliniczna ocena preparatu Myosel w zapobieganiu i leczeniu pokarmowej dystrofii mięśni /PDM/ u jagniąt, Biuletyn VI Zjazdu PTNW – Wrocław, 2, 498, 1978
- Zawartość selenu w surowicy krwi u klaczy i źrebiąt oraz w próbach pasz i gleby – w wybranych stadninach koni, Biuletyn VI Zjazdu PTNW – Wrocław, 2, 526, 1978
- Próba użycia seleninu sodu w profilaktyce i terapii mięśniochwatu porażennego /mp/ u koni, Biuletyn VI Zjazdu PTNW – Wrocław, 2, 527, 1978
- Obserwacje nad zastosowaniem seleninu sodu w zapobieganiu i leczeniu wybranych schorzeń brojlerów /cz. I i II/, Biuletyn VI Zjazdu PTNW – Wrocław, 2, 622, 1978
- Selenium content in blood serum in some types of myopathy in horses, Bulletin 21st World Veterinary Congress – Moscow, 6, 12, 1979
- Wstępne badania nad zawartością składników mineralnych w surowicy klaczy i źrebiąt oraz w glebach i roślinności użytków zielonych – w krajowych stadninach koni, Materiały VII Kongresu PTNW – Lublin, 1, 187, 1983
- Masowe zatrucia jagniąt selenem w następstwie przedawkowania seleninu sodowego, Materiały VII Kongresu PTNW – Lublin, 1, 351, 1983
- Badania nad zawartością niektórych składników mineralnych w surowicy klaczy i źrebiąt oraz w glebach i roślinności użytków zielonych – w krajowych stadninach koni, Materiały VIII Kongresu PTNW – Warszawa, 2, 212, 1987
- Zastosowanie antybiotyków w lecznictwie zwierząt futerkowych, Materiały Sesji Naukowej „Antybiotyki w lecznictwie zwierząt”, Lublin, 64, 1970